# Pommer
Een pommer of bomhard is een blaasinstrument uit de renaissance. Het is een (los) dubbelrietinstrument met een rechte conische boring. Pommers werden in de renaissance meestal 'in koor' gespeeld, dit wil zeggen: een sopraan-, een alt-, een tenor- en een baspommer. De sopraan werd meestal door een schalmei gespeeld, maar er waren ook grootbaspommers, ter grootte van een fikse boomstam. De lagere leden van de familie zijn tamelijk zwaar en onhandelbaar en duur, omdat voor de productie ervan veel (edel)hout nodig is.
Michael Praetorius beschrijft een schalmei in D, altpommer in G, tenorpommer in C, baspommer in F en grootbaspommer in Bes of C. Tegenwoordig wordt ook vaak een schalmei in C en een altpommer in F gebruikt. De grotere pommers hebben een uitbreiding van een kwart naar onderen, de laagste toon van de baspommer is C en van de grootbas is F of G. De tenorpommer bestond in twee vormen: een zonder de uitbreiding met als laagste toon C, de Nicolo, en een met uitbreiding en met als laagste toon G, de Basset.
De baspommer is later door de veel gemakkelijker hanteerbare dulciaan en nog weer later door de opvolger daar weer van de fagot verdrongen. In de loop van de 17e eeuw is de (barok)hobo ontwikkeld, volgens sommigen waarschijnlijk uit de schalmei en de altpommer.
Over originele pommerrieten is weinig bekend. Tegenwoordig worden pommerrieten, net als fagotrieten, op een pijpje gestoken. Schalmeirieten worden tegenwoordig of los opgestoken, of als bij de hobo vast op een stift gebonden.